# Jan Savitt
Jan Savitt (Sumszk, 1907. szeptember 4. – Sacramento, 1948. október 4.) amerikai hegedűs, zenekarvezető, hangszerelő. Ifjúkorában Leopold Stokowski zenekarában hegedült a Philadelphia Orchestra-ban.

## Pályakép
Apja egy katonazenekarban játszott. Jan Savitt zenei képességei hamar kiderültek. Konzervatóriumi ösztöndíjakat kapott a hegedűtanuláshoz. Felajánlották neki Leopold Stokowski Philadelphiai Szimfonikus Zenekarának koncertmesteri posztját, de ő inkább a Curtis Institute-ban folytatta tanulmányait. Csak körülbelül egy év múlva csatlakozott Stokowskihoz. 
Savitt koncertszólistaként és a vonósnégyes vezetőjeként is babérokat szerzett.

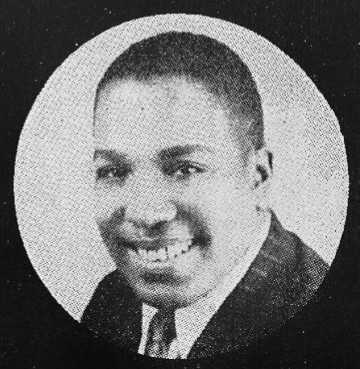
George »Bon Bon« Tunnell

1938-ban Jan Savitt & His Top Hatters minden kedden, szerdán, csütörtökön és pénteken délután 5 és 5:30 között a KYW AM rádió zenekaraként a Philadelphiában. A szombati adás pwdig egyórás volt. A zenekar az Earl Theatre-ben is játszott. Fellépett a The Andrews Sisters és a The Three Stooges.
Zenekarában játszott többek között Al Leopold, Charles Jensen, Cutty Cutshall, Ed Clausen, Frank Langone, Gabe Galinas, George White, Harold Kearns, Harry Roberts, Howard Cook, Irv Leshner, Jack Hansen, Jack Pleis, James Schultz, Johnny Austin, Johnny Warrington, Maurice Evans, Morris Rayman, Sam Sachelle.
Nem sokkal később Savitt már a KYW Philadelphia zeneigazgatójaként dolgozott, ahol kifejlesztette a „shuffle ritmust”; ez a védjegye is maradt.
Savitt zenekarában benne volt George Tunnell, az egyik első afroamerikai énekes, aki fehér zenekarral lépett fel. Tunnell Savitt-tal készített felvételei között szerepelt „Vol Vistu Gaily Star” és a „Rose of the Rio Grande”. Helen Englert Blaum is énekelt Savittal háború éveiben.
Savitt zenekarávalszerepelt az 1946-os „High School Hero” című filmben.
Nem sokkal azelőtt, hogy 1948. október 2-án, szombaton megérkezett volna zenekarával a kaliforniai Sacramentoba, agyvérzést kapott. Október 4-én − feleségével az ágya − mellett meghalt.

## Albumok
- 1985: Uncollected Jan Savitt & His Top Hatters Hindsight
- 1988: Jan Savitt & His Top Hatters
- 1992: Live in Hi-Fi (1938) − Jazz Hour
- 1995: Futuristic Shuffle
- 1999: Shuffle in Style
- 2001: It's Time to Jump and Shout

## Filmek
- 1946: High School Hero

## Fordítás
Ez a szócikk részben vagy egészben  a   Jan Savitt című angol Wikipédia-szócikk ezen változatának fordításán alapul.  Az eredeti cikk szerkesztőit annak laptörténete sorolja fel. Ez a jelzés csupán a megfogalmazás eredetét és a szerzői jogokat jelzi, nem szolgál a cikkben szereplő információk forrásmegjelöléseként.